# Rising Stars Challenge
Die Rising Stars Challenge (ehemals Rookie Challenge) findet im Rahmenprogramm des jährlichen All-Star Weekends der Basketball-Profiliga NBA statt. Von 1994 bis 1998 spielten ausschließlich Spieler, die sich in ihrem ersten NBA-Jahr befanden (sog. Rookies), gegeneinander. Von 2000 bis 2011 war es das Aufeinandertreffer der jeweils besten Rookies und Sophomores. Die Sophomores gewannen acht, die Liga-Neulinge vier Mal das Duell. 2012 wurde beim All-Star-Weekend in Orlando ein Pool aus je zehn Rookies und Sophomores von den Assistenztrainern der NBA-Klubs gewählt, aus dem die TNT-Analysten Charles Barkley und Shaquille O’Neal zwei gemischte Mannschaften zusammenstellten. Der neue Wettbewerb trägt den Namen BBVA Rising Stars Challenge. 2014 wurden die Mannschaften von Chris Webber und Grant Hill zusammengestellt. 2015 wurde erstmals ein Spiel zwischen einer Auswahl amerikanischer Spieler gegen eine Weltauswahl ausgetragen. Beide Mannschaften wurden jeweils aus Rookies und Sophomores zusammengestellt.
2021 wurde der Wettbewerb wegen der COVID-19-Pandemie nicht ausgetragen. Seit 2022 wird der Wettbewerb als kleines Turnier organisiert, die Mannschaften werden dabei von ehemaligen NBA-Spielern gecoacht.

## Ergebnisse
| Jahr | Stadt          | Finale                  | Ergebnis | MVP             |
| ---- | -------------- | ----------------------- | -------- | --------------- |
| 2023 | Salt Lake City | Team Pau - Team Joakim  | 25:20    | Jose Alvarado   |
| 2022 | Cleveland      | Team Barry - Team Isiah | 25:20    | Cade Cunningham |

| Jahr | Stadt        | Teams                   | Ergebnis | MVP                |
| ---- | ------------ | ----------------------- | -------- | ------------------ |
| 2020 | Chicago      | Team USA - Team World   | 151:131  | Miles Bridges      |
| 2019 | Charlotte    | Team USA - Team World   | 161:144  | Kyle Kuzma         |
| 2018 | Los Angeles  | Team World - Team USA   | 155:124  | Bogdan Bogdanovic  |
| 2017 | New Orleans  | Team World - Team USA   | 150:139  | Jamal Murray       |
| 2016 | Toronto      | Team USA - Team World   | 157:154  | Zach LaVine        |
| 2015 | New York     | Team World - Team USA   | 121:112  | Andrew Wiggins     |
| 2014 | New Orleans  | Team Hill - Team Webber | 142:136  | Andre Drummond     |
| 2013 | Houston      | Team Chuck - Team Shaq  | 163:135  | Kenneth Faried     |
| 2012 | Orlando      | Team Chuck - Team Shaq  | 146:133  | Kyrie Irving       |
| 2011 | Los Angeles  | Rookies - Sophomores    | 148:140  | John Wall          |
| 2010 | Dallas       | Rookies - Sophomores    | 140:128  | Tyreke Evans       |
| 2009 | Phoenix      | Sophomores - Rookies    | 122:116  | Kevin Durant       |
| 2008 | New Orleans  | Sophomores - Rookies    | 136:109  | Daniel Gibson      |
| 2007 | Las Vegas    | Sophomores - Rookies    | 155:114  | David Lee          |
| 2006 | Houston      | Sophomores - Rookies    | 106:96   | Andre Iguodala     |
| 2005 | Denver       | Sophomores - Rookies    | 133:106  | Carmelo Anthony    |
| 2004 | Los Angeles  | Sophomores - Rookies    | 142:118  | Amar'e Stoudemire  |
| 2003 | Atlanta      | Sophomores - Rookies    | 132:112  | Gilbert Arenas     |
| 2002 | Philadelphia | Rookies - Sophomores    | 103:97   | Jason Richardson   |
| 2001 | Washington   | Sophomores - Rookies    | 121:113  | Wally Szczerbiak   |
| 2000 | Oakland      | Rookies - Sophomores    | 92:83 OT | Elton Brand        |
| 1998 | New York     | East - West             | 85:80    | Žydrūnas Ilgauskas |
| 1997 | Cleveland    | East - West             | 96:91    | Allen Iverson      |
| 1996 | San Antonio  | East - West             | 94:92    | Damon Stoudamire   |
| 1995 | Phoenix      | White - Green           | 83:79 OT | Eddie Jones        |
| 1994 | Minneapolis  | Phenoms - Sensations    | 74:68    | Penny Hardaway     |